# Wasquehal
Wasquehal là một xã của tỉnh Nord (tỉnh của Pháp), thuộc vùng Hauts-de-France, miền bắc nước Pháp.

## Nhân khẩu học
Source: Institut national de la statistique et des études économiques